# 480년대
480년대는 480년부터 489년까지를 가리킨다.